# 7971 Meckbach
7971 Meckbach este un asteroid din centura principală de asteroizi.

## Descriere
7971 Meckbach este un asteroid din centura principală de asteroizi. A fost descoperit pe 17 octombrie 1960 la Observatorul Palomar de Cornelis Johannes van Houten, Ingrid van Houten-Groeneveld și Tom Gehrels. Asteroidul prezintă o orbită caracterizată de o semiaxă mare de 2,57 ua, o excentricitate de 0,11 și o înclinație de 14,0° în raport cu ecliptica.